# Villosa lienosa
Villosa lienosa är en musselart som först beskrevs av Conrad 1834.  Villosa lienosa ingår i släktet Villosa och familjen målarmusslor. Inga underarter finns listade i Catalogue of Life.